# Amir Pnueli

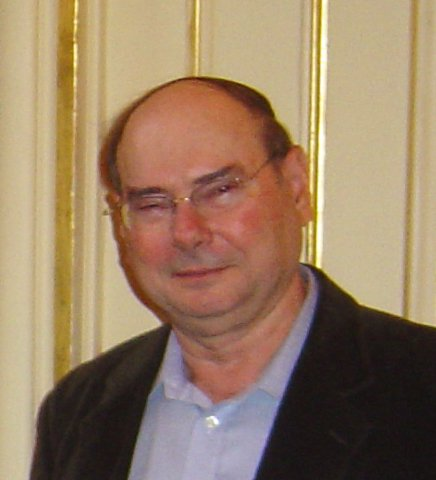
Amir Pnueli

Amir Pnueli (ur. 22 kwietnia 1941 w Nahalal, Izrael, zm. 2 listopada 2009) – informatyk, laureat nagrody Turinga w 1996 za wprowadzenie logiki temporalnej do informatyki oraz znaczący wkład w weryfikację systemów i programów.